# Tanio Boccia
Camillo Tanio Boccia, également connu sous le pseudonyme d'Amerigo Anton (né le 4 avril 1912 à Potenza et mort le 1er août 1982 à Rome), est un réalisateur et scénariste italien.

## Biographie
Il a embrassé différents genres, du péplum au western spaghetti. Il est connu pour ses films considérés comme de série B, ce qui lui a valu le surnom de « Ed Wood italien » et le titre de « pire réalisateur italien ». Cependant, Boccia était doué d'une remarquable créativité et était un maître dans la résolution de situations complexes, souvent en raison de la faiblesse du budget dont il disposait.

## Filmographie
- 1952 : Drame sur le Tibre (it) (Dramma sul Tevere)
- 1953 : Anna perdonami (it)
- 1957 : Traguardi di gloria (it) — documentaire
- 1959 : Arriva la banda (it)
- 1960 : Le Conquérant de l'Orient (Il conquistatore d'Oriente)
- 1961 : Le Triomphe de Maciste (Il trionfo di Maciste)
- 1962 : Jules César, conquérant de la Gaule (Giulio Cesare, il conquistatore delle Gallie )
- 1963 : Samson l'Invincible (Sansone contro i pirati)
- 1964 : Le Brigand de la steppe (I predoni della steppa)
- 1964 : Le Trésor des tsars (Maciste alla corte dello Zar)
- 1964 : Le Vainqueur du désert (Il dominatore del deserto)
- 1964 : Maciste et les Filles de la vallée (La valle dell'eco tonante)
- 1965 : La Revanche d'Ivanhoé (La rivincita di Ivanhoe)
- 1965 : X 1-7 Top Secret (Agente X 1-7 operazione Oceano)
- 1966 : Ringo contre Jerry Colt (Uccidi o muori)
- 1967 : Dieu ne paie pas le samedi (Dio non paga il sabato)
- 1970 : La guerra sul fronte Est
- 1971 : Seul contre les mercenaires (Sapevano solo uccidere)
- 1972 : La Longue Chevauchée de la vengeance (La lunga cavalcata della vendetta)
- 1973 : Hold-Up du siècle à Milan (Studio legale per una rapina)